# Gonzalo Rodríguez Lafora

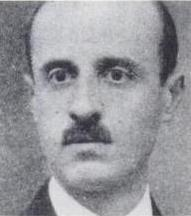
Gonzalo Rodríguez Lafora

Gonzalo Rodríguez Lafora (ur. 25 lipca 1887 w Madrycie, zm. 28 grudnia 1971 tamże) – hiszpański neuropatolog. 

## Życiorys
Gonzalo Rodriguez Lafora studiował medycynę w rodzinnym mieście, ucząc się m.in. u Santiago Ramona y Cajala. Naukę neuropatologii pogłębiał w monachijskiej Nervenklinik, razem z Alois Alzheimerem. Doktoryzował się w Madrycie w 1908. Staż odbył w Madrycie, a od 1910 do 1912 zajmował się histopatologią w Rządowym Szpitalu dla Obłąkanych (Government Hospital for the Insane) w Waszyngtonie. Zastąpił tam Nicolása Achúcarro. Po powrocie do Madrytu habilitował się z neuropatologii, zostając profesorem nadzwyczajnym w 1916 roku i obejmując katedrę fizjologii mózgu w Instytucie Cajala (Instituta Cajal). W 1923 wykładał w Buenos Aires. 

## Dorobek naukowy
Zajmował się zwłaszcza psychopatologią dzieci i higieną umysłową, w 1925 roku był współzałożycielem czasopisma „Archivos de neurobiologia, psichologia, fisiologia, histologia, neurologia y psiquiatria” (obecnie „Archivos de neurobiologia”).